# القصر الفاطمي - أجدابيا
القصر الفاطمي في إجدابيا يعد من أقدم الآثار الإسلامية في منطقة اجدابيا بدولة ليبيا، شيده الفاطميون في القرن الرابع الهجري، تحديداً في الفترة بين (909 - 1171م)، وأن المعز لدين الله الفاطمي نزل به عام 362 هجرية عندما مر في طريقه من المغرب إلى مصر اكتشفه عالم الآثار الليبي عبد الحميد عبد السيد في الستينيات، ثم ديفيد وايتهاوس في بداية السبعينيات.، والقصر عبارة عن بناء مستطيل الشكل طوله 33.5 متراً وعرضه.25.5 متراً، وعلى أطرافه أربعة أبراج مستديرة وهذه الابراج تعبّر عن التحصين للمبانٍ في الدولة الفاطمية. وصفه الرحالة الإنجليزي (جيمس هاميلتون) الذي زار الموقع في العام 1852 بأنه من أعظم المبان في القرن الثالث الهجري.

## وصف هيكل القصر
هو بناء مستطيل، طوله 33.5 متر، وعرضه 25.5 متر، له مدخل واحد من جهة الشمال الغربي، سُمك الحوائط أكثر من متر، مُحاط في كل ركن من اركانه بابراج دائرية بمقاس 5 امتار، في منتصف كل جانب يوجد بروج للخارج في شكل برج بجناحين، توجد في منتصف القصر أرض المحكمة بمساحة 19 متر x 14.5 متر محاطة بألواح من الحجر الجيري، القصر مزوّد بمساحةٍ للعرض على طول الحوائط من الداخل. الركنان الشمال الشرقي والجنوبي الشرقي مزودان بمداخل منحنية مع غرفة عرضية تقود غلى ثلاث غُرَف منفصلة؛ كل غرفة لا تتصل مع الاُخرى؛ الغرفة التي في المنتصف تعتبر نقطة محور القصر. توجد بالقصر لوحة رسمها الرحالة الفرنسي (جين ريموند باشو 1794 - 1829) الذي زار اجدابيا سنة 1824 وهي لوحة للقصر حيث يتضح فيها بجلاء حجم القصر وارتفاعه وأهم معالمه المعمارية التي اختفت فيما بعد.

## المراجع

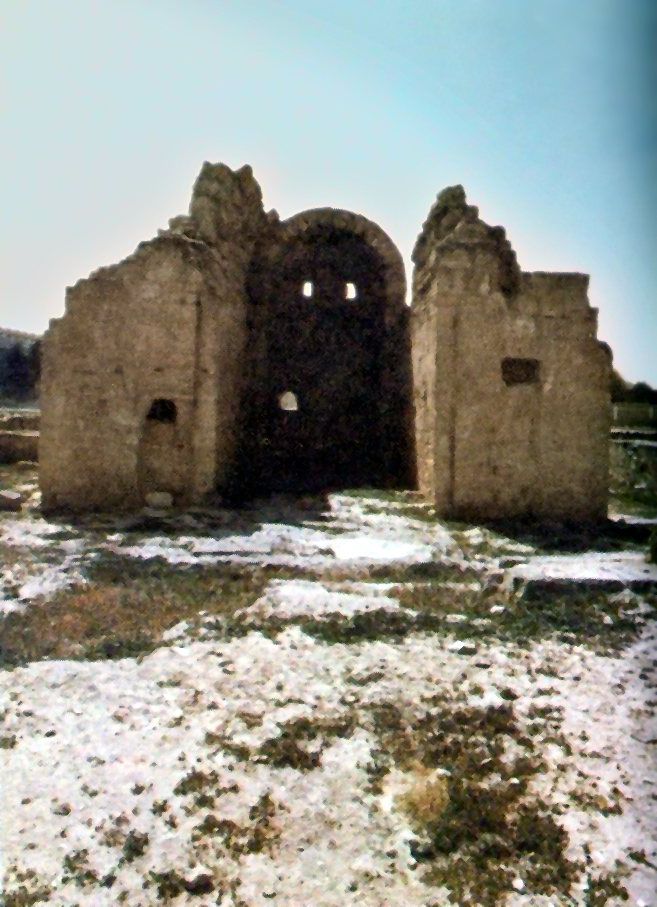
القصر الفاطمي أجدابيا

## وصلات خارجية
- جين ريموند باشو
- برنامج الجزيرة هذا الصباح عن القصر الفاطمي أجدابيا- قناة الجزيرة